# Unicum (alcool)
L'Unicum ([ˈunikum]) est une liqueur hongroise amère à base de plantes médicinales, que l'on consomme en tant qu'apéritif ou digestif. D'après la légende, József Zwack l'aurait inventé en 1790.

## Histoire
Si l'on en croit la légende, la boisson est à l'origine présentée par József Zwack, apothicaire de la cour, à l'empereur Joseph II d'Autriche alors souffrant de crampes intestinales, et qui déclare après avoir goûté la boisson « Das ist ein Unikum ! » (« Ça c'est unique ! »),.
En 1840, József Zwack fonde la société J. Zwack & Co. et devient le premier producteur de liqueur du pays. Au début des années 1990, la société produit 200 liqueurs différentes.
Pendant la période communiste en Hongrie, l'Unicum est produit selon une recette différente car le petit-fils de József Zwack, Janos, s'est exilé aux États-Unis avec la recette secrète. Son frère Bela est lui resté en Hongrie et accepta de produire l'Unicum pour le régime soviétique, sauf qu'il détourna la recette pour ne pas produire la boisson originale. Malgré cela, la popularité de la boisson ne chuta pas.
En 1970, Péter Zwack retourne en Europe et relance la production d'Unicum depuis l'Italie. Après la chute du bloc de l'Est, Péter Zwack revient en Hongrie et reprend la production de l'authentique Unicum.

## Description
La liqueur est aujourd'hui produite selon une formule familiale secrète par la société Zwack, qui comprend plus de quarante plantes et vieillit dans des tonneaux de chêne.
Le goût de l'Unicum ressemble beaucoup à celui du Jägermeister, mais en beaucoup plus épais et moins sucré, et à celui du Fernet-Branca mais en moins agressif. C'est un alcool à 40%, la forme de la bouteille de 20cl a été créée pour qu'elle puisse être bue d'un trait.
Le collège universitaire de St Aidan's de l'Université de Durham au Royaume Uni vénère l'Unicum comme boisson traditionnelle.